# Авіація (Краснодарський край)
Авіація — хутір в Бєлорєченському районі, Краснодарський край, Росія.
Входить до складу Рязанського сільського поселення.